# Rob Schouten
Rob Schouten (Hilversum, 22 februari 1954) is een Nederlands schrijver, dichter, vertaler, literatuurcriticus en voormalig bijzonder hoogleraar, alsook voormalig columnist voor dagblad Trouw. In 2001 won hij de Herman Gorterprijs. 

## Biografie
Schouten studeerde Nederlands en manifesteert zich sinds het eind van de jaren zeventig van de 20e eeuw als dichter en literatuurcriticus. Sinds 1980 schrijft hij voor dagblad Trouw literaire kritieken. Van 1986 tot 2020 schreef hij voor deze krant columns. Zijn laatste werd op 21 april 2020 gepubliceerd. Van 1981 tot 2016 schreef hij voor het weekblad Vrij Nederland onder meer poëzierecensies.
In het seizoen 1986/1987 was hij writer in residence aan de University of Minnesota, van 1993 tot 1996 bijzonder hoogleraar literaire kritiek aan de Vrije Universiteit van Amsterdam. Hij zat in talloze literaire jury's, schreef diverse dichtbundels en essays, een verhalenbundel en twee romans. Daarnaast stelde hij een aantal bloemlezingen samen. De romantisch decadente elitaristische inslag van zijn vroege werk evolueerde gestaag in de richting van een eigenaardig soort realisme, dat het midden houdt tussen ruwhartig en gevoelig.

## Prijzen
- 2001 - Herman Gorterprijs voor Infauste dienstprognose

## Werken
Poëzie:
- Gedichten 1 (1978)
- Gedichten 2 (1979)
- Carabas ontvlucht (1982)
- Een onderdaan uit Thule (1985)
- Tevoorschijn stommelt het heelal (1988)
- Huiselijk verkeer (1992)
- Bij bewustzijn (1996)
- Infauste dienstprognose (2000)
- Apenlier (2004)
- De Haagse Helicon (2006) (i.s.m. Atte Jongstra)
- Spijsamen (2007)
- Vuil goed (2011)
- Zware pijnstillers (2012)
- Vervelende vlekken (2016)
- Dit moet dus de werkelijkheid zijn. Gedichten (2021)

Proza:
- Adres gewijzigd, brieven uit Amerika (1987)
- Iets verhevens en onuitsprekelijks, muzikale motieven in het werk van S. Vestdijk, essay (1988)
- Gestolen goed, verhalen (1989)
- Het krantengevoel van Rob Schouten, essay (1993)
- Een godin inspecteren, bevoegdheden van de literatuurkritiek, inaugurele rede (1993)
- De eeuwige bankzitter, columns (1998)
- Hoe laat is 't aan den tijd, essays (1998)
- Lusthof, roman (2002)
- Rondeten in Amen, kroniek (2011)
- De groene gravin, roman (2019)